# نفي (الدوادمي)
نفي بلدة قديمة وردت في الشعر الجاهلي وهي الآن مدينة تابعة لمحافظة الدوادمي وتقع نفي بين ثلاث محافظات وهي الدوادمي وعفيف والرس.

## التاريخ
في اواخر القرن الحادي عشر سكنت نفي أسرة آل سبيِّل من قبيلة باهلة وحفروا فيها آبار زراعية وزرعوها ومنهم الشاعر المشهور عبدالله بن سبيّل الباهلي الذي وفد على الملك عبدالعزيز عام 1321 هـ بعد انتصاره على حامية بن رشيد وقد كتب الملك عبدالعزيز له خطاباً بتوليته امارة بلدته ومنذ ذلك التاريخ وامارة بعض حاضرة نفي لآل سبيِّل.

## عدد السكان
يبلغ عدد سكان مدينة نفي أكثر من 20000 ألف نسمة.

## [1]رئاسة مركز نفي
شؤون البادية فيها تابعة لإمارة ابن ربيعان والحاكم الإداري لنفي هو الشيخ عبدالله بن عمر بن ربيعان وإليه ترجع الدوائر الحكومية في شؤونها، أما شؤون بعض سكانها من الحضر فإنها تابعة لإمارة آل سبيِّل. 